# Agitprop

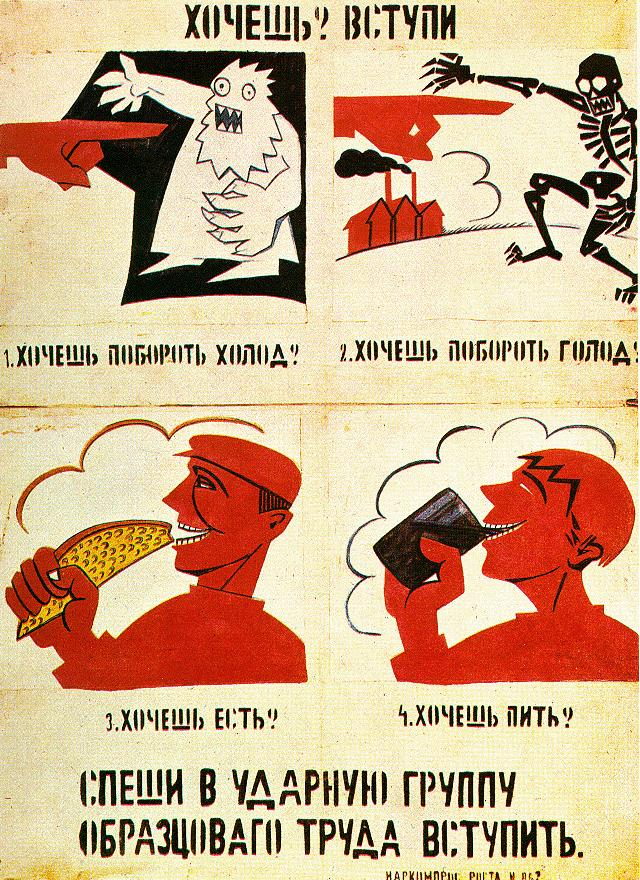
Cartel de agitprop, creado por el poeta y pintor Vladímir Mayakovski:
"1. ¿Quieres vencer el frío?
2. ¿Quieres vencer el hambre?
3. ¿Quieres comer?
4. ¿Quieres beber?
[Entonces] ¡Date prisa y únete a las brigadas de choque del trabajo ejemplar!"

Agitprop (propaganda de agitación o agitación y propaganda) es una estrategia política, difundida a través del arte, de la literatura y de otros medios, usando como métodos la agitación y la propaganda para influir sobre la opinión pública y de este modo obtener réditos políticos.
Por otro lado "agitación" sugería urgir a la gente a hacer lo que los líderes soviéticos esperaban de ellos. Teóricamente, la propaganda por sí misma debía actuar en la mente ("pasiva") de los individuos, mientras que la agitación lo haría respecto de sus emociones ("activas"). Aunque eso es más bien una pretendida visión analítica: en la vida real, ambas iban y van juntas, dando por lo tanto origen al cliché o frase hecha de "agitación y propaganda".
Con la denominación "agitación y propaganda antisoviética" se definían ciertas conductas calificadas como delito en la Unión Soviética.

## Origen del término
Agitprop (en ruso, агитпроп o aguitprop), pronunciado con g de "gato" en su idioma original, es una contracción de los términos agitación y propaganda.
El término se originó en la Rusia bolchevique, antesala de la Unión Soviética, como una forma acortada del ruso Oтдел агитации и пропаганды (transliterado como Otdel aguitátsii i propagandy), literalmente "Departamento para la agitación y propaganda", el cual era una parte integral de los Comité Central y regionales del Partido Comunista de la Unión Soviética. Luego sería renombrado a Departamento Ideológico.
Se trata de un concepto originalmente descrito por el doctrinario marxista Gueorgui Plejánov y más tarde por Vladímir Lenin, llamándolo así por sus argumentos emocionales y razonados.

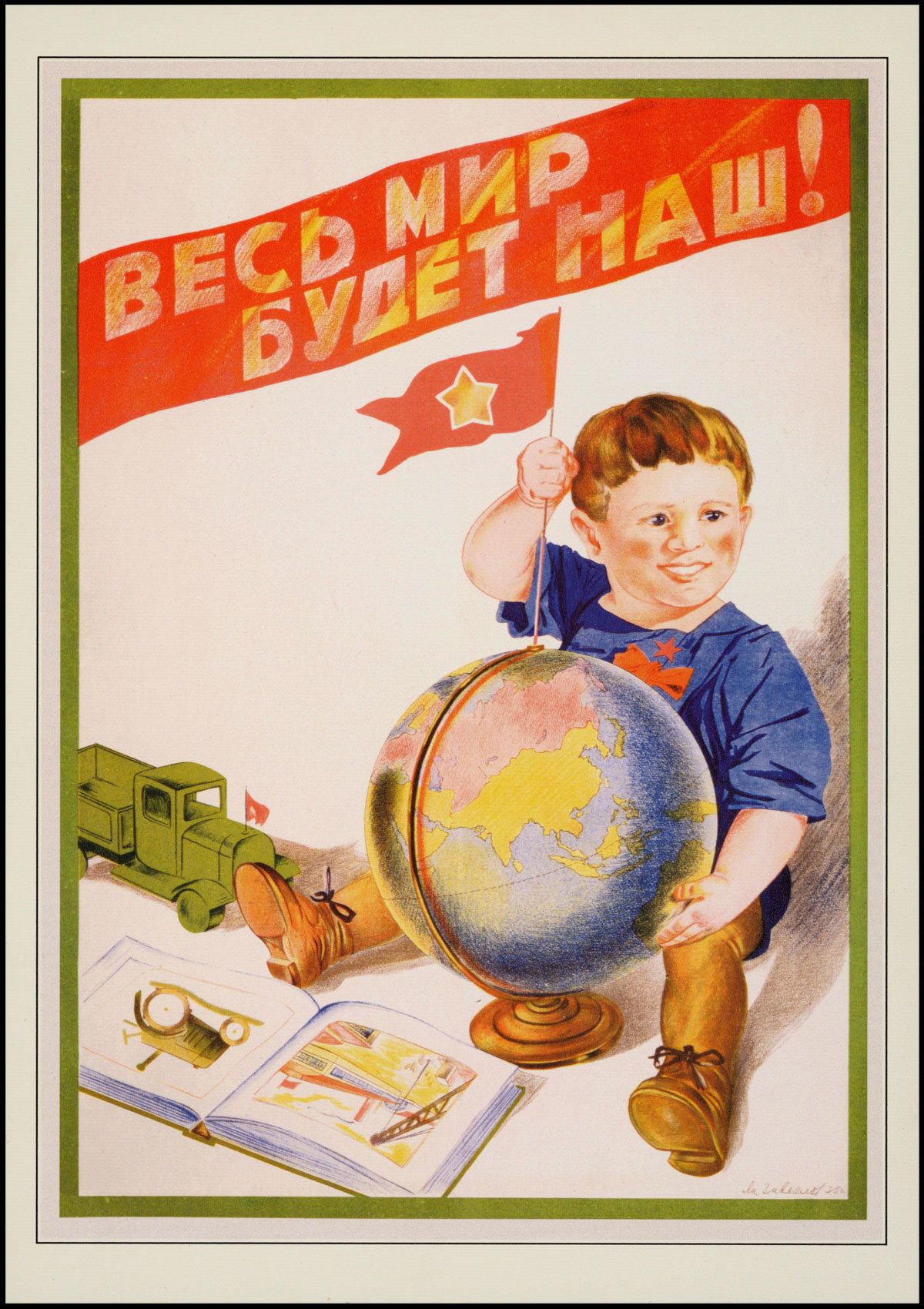
Todo el mundo será nuestro, póster de Yákov Zaviálov, 1935.

Por otra parte, previamente a la revolución bolchevique, el término "propaganda" en sí mismo no tenía una connotación negativa, sino que sencillamente significaba "diseminación de ideas". Por ejemplo, podía equivaler a la difusión de cualquier tipo de conocimiento benéfico como, por ejemplo, la disponibilidad de métodos de agricultura más eficientes.
Todo eso cambió a partir de la llegada de Vladímir Lenin al poder, tras el derrocamiento del anterior Gobierno provisional ruso. Por lo tanto, desde principios de la década de 1920, "propaganda" pasó casi exclusivamente a equivaler "difusión de la ideología marxista-leninista", o en general, todo aquello que tuviese que ver con comunismo, incluyendo explicaciones de la política del Partido y del por entonces naciente Estado soviético.
Como hecho anecdótico, poco después de la revolución bolchevique, un "tren agitprop" hizo un tour a través del gigantesco país, en el cual viajaban artistas y actores. Estos representaban pequeños actos y obras, difundiendo la propaganda política del nuevo gobierno bolchevique de los soviets. Tenía una pequeña imprenta a bordo, lo que permitía la generación y duplicación de carteles propagandísticos, que eran arrojados por las ventanas, a medida que el tren pasaba a través de los pueblos y aldeas.
Una vez que el gobierno soviético se estabilizó y consolidó su muy centralizado poder, pasaría a hacer un uso bastante pesado de la propaganda para adoctrinar a las masas. Sin embargo, la otra parte del término compuesto agitprop (es decir, la agitación), la cual era propia del tumultuoso período revolucionario anterior, pasaría a ocupar un cada vez menor segundo plano, paulatinamente perdiendo fuerza, hasta llegar a desaparecer completamente.

## Fuera de la Unión Soviética
Asimismo, el término en cuestión dio origen al de "teatro agitprop", una forma teatral izquierdista muy politizada o ideologizada, la cual se originó en Europa Occidental y Central en la década de 1920, para luego incluso extenderse a los EE. UU. durante el decenio siguiente. Las obras del alemán Bertolt Brecht son un clásico y notable ejemplo de esa por entonces nueva forma de hacer política.
Gradual o paulatinamente, el término agitprop pasaría a describir la realización de cualquier acto político izquierdista más o menos tumultuoso.
En Occidente, el término agitprop pronto adquiriría una connotación negativa, en particular en inglés, hecho que se consolidaría durante las décadas siguientes. Por ejemplo, en la Gran Bretaña de los años 80, durante el gobierno neoconservador de Margaret Thatcher, varios socialistas o izquierdistas "militantes" eran acusados de hacer uso de agitprop para intentar difundir sus más o menos extremistas ideas políticas a través del teatro o, preferentemente, de la televisión.
Tal vez de manera sorprendente, el vocablo agitprop no se utiliza en la post-comunista Rusia actual, ya que, para referirse a los aspectos propaganisticos y de agitación de los tiempos del antiguo gobierno comunista, sencillamente se dice "propaganda de la URSS" (пропаганда в СССР, transliterado como propaganda v SSSR) o bien "literatura de agitación soviética" (советская агитационная литература, soviétskaya agitatsiónnaya literatura).

## Lectura complementaria (en inglés)
- Martin Ebon, The Soviet Propaganda Machine ("La maquinaria de propaganda soviética"), Martin Ebon, McGraw-Hill, 1987, ISBN 0-07-018862-9
- Rusnock, K. A. Agitprop, 2003, en Millar, James. Encyclopedia of Russian History, Gale Group, Inc., ISBN 0-02-865693-8